# Полднева (Артинський міський округ)
Полдне́ва (рос. Полдневая) — присілок у складі Артинського міського округу Свердловської області.
Населення — 294 особи (2010, 324 у 2002).
Національний склад станом на 2002 рік: росіяни — 99 %.